# 久我通光
久我 通光（こが みちてる；1187年—1248年2月14日），日本鎌倉時代前期的公卿、歌人，為後鳥羽天皇的近臣，是久我家的第5代當主。官至從一位·太政大臣，史稱後久我太政大臣，且因詩歌才華出眾，位列新三十六歌仙之一。是日本公家中位列清華家位格的久我家的狹義上始祖（開始使用久我姓氏），也是羽林家六條家始祖－六條通有的父親。是贈從一位的内大臣、行右近衛大將、東宮傅源通親的第三子，其母親則是後鳥羽天皇的乳母藤原範子，通光作為正室的第一子，也就是通親的嫡長子。而後身為範子的乳子後鳥羽天皇與範子的異父女兒承明門院源在子結婚，生下了土御門天皇，因此通光和土御門天皇為舅甥關係。

## 生平

### 村上源氏嫡流嫡子
正治三年（1201年），時年15歲的通光被升任從三位（右近衛中將之職，唐名「羽林將軍」），成為當時的公卿之一。因為此時通光的大哥源通宗已經去世（1198年過世），而相較於他的異母二哥堀川通具，通光先進一步地晉升為公卿。而後又兼任了右近衛大將之職，到了建保七年（1219年）3月4日，33歲的通光便升任內大臣，成為朝廷中樞大員之一。

### 承久之亂
承久三年（1221年）因為鎌倉第三代幕府將軍源實朝在兩年前過世後，整個日本朝局混亂，因此後鳥羽上皇（1180-1239）發動了承久之亂，聯合公家和近臣，以武力討伐幕府實際掌權者，第二代鎌倉執權北條義時，然而雖然是由天皇親自宣旨討伐，但由於北條義時及其姊北条政子成功將御旨轉化為對關東御家人全體的攻擊，反而得到御家人們的協助而反攻朝廷，最終朝廷失敗，後鳥羽上皇遭配流隱岐、其他皇族也多被流放或罷黜。
而當時35歲的內大臣親光，由於他其中一個女兒嫁給了後鳥羽的兒子「六條宮」雅成親王，鎌倉幕府便擔心他會以公家大臣的身分擾亂朝局，因此命令他隱居起來，但據說其與被流放的後鳥羽上皇之間仍保持著一定程度的聯繫。

### 太政大臣
到了後嵯峨天皇的時代（1242-1246在位），做為當時天皇的大叔父，親光便與四弟土御門定通一起掌握了朝政，並在之後的寬元四年（1246年）12月24日，升任為繼「常盤井相國」西園寺實氏之後的從一位太政大臣

## 歷任
以下資料根據『公卿補任』和『尊卑分脈』的內容記載:
- 文治4年（1188年）1月6日、叙爵（由式子内親王給予，所謂敘爵即日本官位達從五位下以上，即具有古代日本律令制的貴族身分）。[3]
- 建久元年（1190年）7月18日，加賀守。
- 建久2年（1191年）1月5日，從五位上（由宣陽門院給予）。
- 建久5年（1194年）1月30日，升任侍從。
- 建久10年（1199年）1月5日，正五位下。同年6月23日，「禁色」勅許（可以穿著公卿才能使用的服色）。同年9月23日、右近衛少將。
- 正治2年（1200年）1月5日，從四位下。同月25日，兼任丹波介。同年4月1日，再升從四位上。同月15日，春宮權亮。8月3日，母親過世服喪。同年10月11日，復任。26日，再升右近衛中將。
- 正治3年（1201年）1月6日，正四位下。同年4月22日，因為父親通親營建「鳥羽離宮」有功，因此身為嫡長子，通光也被賞為從三位，位列公卿，右近衛中將如故。
- 建仁2年（1202年）1月21日，兼任尾張守。同年7月13日，升正三位。10月19日，升從二位。21日，因為父親通親突然去逝，因此前往服喪。閏11月24日，復任原職。
- 元久元年（1204年）4月12日，升任權中納言。14日，敕授允許佩劍上殿（原只有武官可以，因此為給文官的特權）。[4]
- 元久2年（1205年）2月2日，兼任左衛門督。同年4月3日，因上皇從院邸遷往內裏之事處理得當，因此被賞予正二位。
- 建永2年（1207年）2月10日，升任權大納言。
- 承元2年（1208年）8月8日，兼任皇后宮大夫。
- 承元3年（1209年）4月25日，不再兼任大夫之職。
- 建保5年（1217年）1月28日，兼任右近衛大將。
- 建保6年（1218年）10月8日，升任大納言。
- 建保7年（1219年）3月4日，升任內大臣。11月13日，辭去右大將之職。
- 承久3年（1221年）７月3日，承久之亂之後，上表辭去内大臣之位。
- 寬元4年（1246年）12月24日，升任太政大臣，同日升從一位。
- 寶治2年（1248年）1月17日、上表辭去太政大臣之位，隔天18日薨去。